# Signalkuppe
Signalkuppe (italsky Punta Gnifetti) je jedním z vrcholů masivu Monte Rosa ve Walliských Alpách na italsko – švýcarské hranici. Zároveň se jedná o pátý nejvyšší vrchol Alp a Evropy. Na vrcholu je umístěna horská chata Capanna Regina Margherita, nejvýše položená chata v Evropě.
Prvovýstup byl proveden 9. srpna 1842, kdy kněz Giovanni Gnifetti se sedmi dalšími lezci dosáhli vrcholu výstupem z vesnice Alagna, ležící v údolí na italské straně.

## Popis výstupu
Itálie
Výchozí bod je chata Rifugio Gnifetti (3647 m, 277 lůžek + 15 lůžek ve winterraumu). Tento výstup je velmi frekventovaný. Túra vyžaduje dostatečnou aklimatizaci. Od chaty krátce na ledovec a obloukem nad oblastí ledovcových trhlin pod úbočími Pyramide Vincent stálý výstup severním, později severovýchodním směrem až na sedlo Lysjoch (4151 m). Ze sedla sestup do horní části ledovcové kotliny západně pod vrcholem Parrotspitze, v závěru výstup pod sedlo Col Gnifetti a nakonec strměji k chatě Capanna Margherita na vrcholu Signalkuppe.
- Délka: výstup (4 až 4,30 hod.) sestup (3 hod.)
- Oficiální hodnocení obtížnosti : stupeň F

Švýcarsko
Výchozí bod je chata Monte Rosa Hütte (2795 m, 170 lůžek + 12 lůžek ve winterraumu). Od chaty na SV morénu ledovce Grenzgletscher a JV směrem až na plató Obere Platje (3109 m). Odtud výstup nejprve vlevo, později doprava směrem pod Lyskamm. Následuje oblast trhlin, která se obchází zprava východním směrem až do kotliny mezi vrcholy Zumsteinspitze a Parrotspitze. Z kotle SV směrem strmější výstup k sedlu Col Gnifetti. Krátce pod sedlem vpravo závěrečný výstup k chatě na vrcholu.
- Délka: výstup (6 až 7 hod.) sestup (4,30 hod.)
- Oficiální hodnocení obtížnosti : stupeň PD-

Oba výstupy jsou ledovcovými túrami, jež vyžadují ledovcové vybavení (lano, mačky, cepín, úvazek atd.)

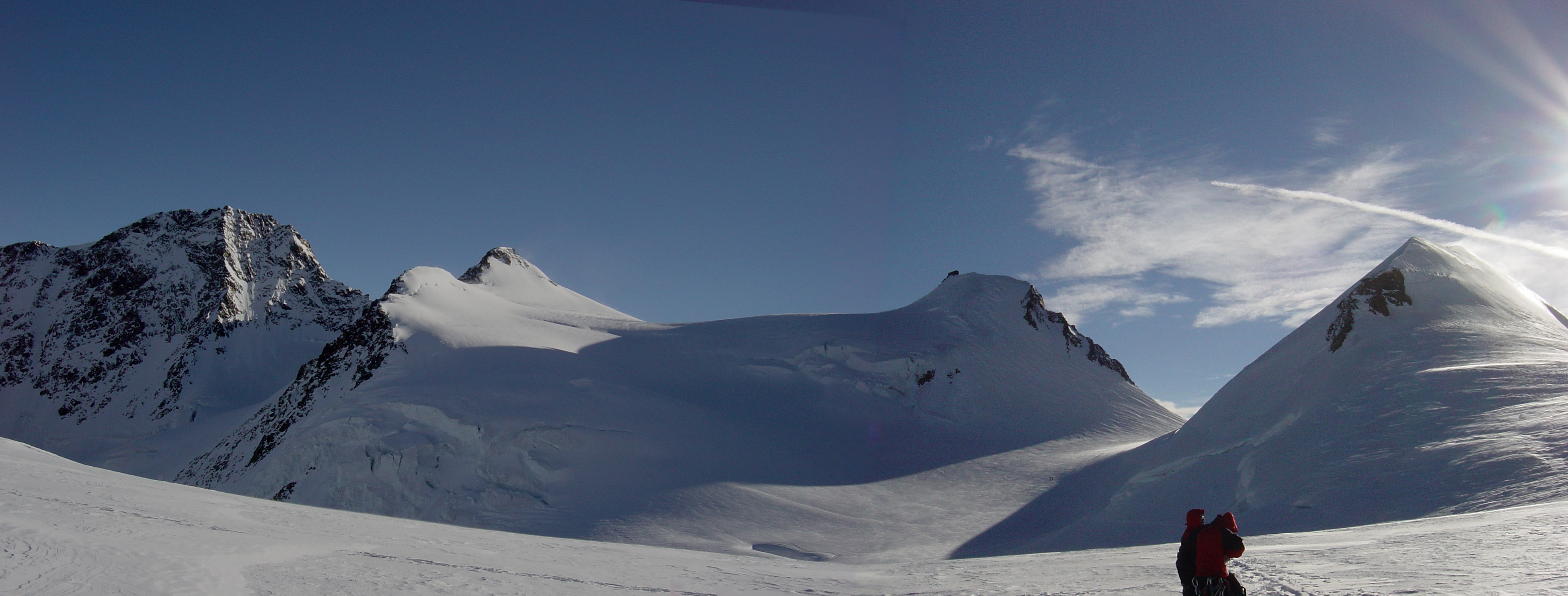
Panorama ze sedla Lysjoch. Zleva: Dufourspitze, Zumsteinspitze, Signalkuppe a Parrotspitze